# James Heller
James Heller est un personnage fictif de la série américaine 24 heures chrono. Il est interprété par l'acteur William Devane.

## Apparitions

### Saison 4
Après que Jack Bauer ait démissionné de la CAT, il devient l'assistant du ministre de la défense James Heller. Il a aussi une relation avec Audrey Raines. Aux environs de 8 h, Heller et sa fille sont enlevés par des terroristes, qui veulent juger Heller pour ce qu'il a fait. Ce procès va être diffusé dans le monde entier mais Jack intervient à temps pour sauver Heller. Après cela, lui et Audrey sont reconduits à la CAT.

### Saison 5
James Heller fait son apparition lors de l'épisode 16. Il est contacté par sa fille, Audrey Raines, afin de rendre public un enregistrement, trouvé par Jack Bauer, impliquant le président Charles Logan dans la mort de l'ex-président David Palmer et dans les attentats terroristes ayant eu lieu au cours de la journée. S'étant retrouvés à un aéroport de Los Angeles, il trahit Jack en s'emparant de l'enregistrement pour négocier avec Logan. Heller souhaite que Logan se retire de la présidence discrètement pour ne pas secouer le pays d'un fait aussi grave. Il s'avère par la suite que sa décision n'était pas la bonne. Il se jette avec sa voiture du haut d'une falaise une heure plus tard pour éviter qu'Henderson ne puisse s'échapper. On pourrait croire qu'il y périt s'il ne réapparaissait pas plus tard indemne.
Après le Jour 5, Ethan Kanin, qui fait partie de l'administration de Wayne Palmer, le président suivant Charles Logan, succède à James Heller en tant que secrétaire de la Défense.

### Saison 6
James Heller revient dans l'épisode 20 entre 1 h 57 et 2 h 0. Il voit Audrey un instant puis va en détention pour voir Jack. Après ce qu'Audrey a vécu pour aller sauver Jack quand il était en Chine, Heller lui dit de ne plus s'approcher d'Audrey. Il lui dit à la fin de l'épisode : « Vous êtes maudit, Jack. Tout ce que vous touchez finit toujours par mourir » (sous-titres). Après, lorsque Nadia arrive, elle dit à Jack que James a emmené sa fille dans un hôpital non nommé. Pour être sûr que Jack ne s'approche pas d’Audrey, James va demander une ordonnance restrictive.

### Saison 9
James Heller est devenu président des États-Unis, succédant à Allison Taylor. Il se rend à Londres pour une visite diplomatique où il est la cible d'attaques terroristes. James Heller décide de se rendre à la suite de l'ultimatum de Margot Al-Harazi. À 19h00, il se rend donc de manière secrète, avec l'aide de Jack Bauer, au stade Wembley, où un drone contrôlé par Al-Harazi l'attend. Cependant, grâce à une tactique de Jack, il survit. Néanmoins, sa fille Audrey est tuée dans l'épisode 12 par un homme de Cheng Xhi.